# Craig Ellwood

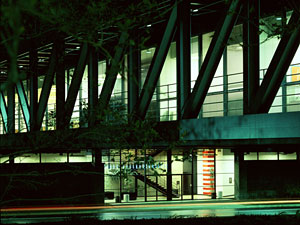
„Bridge Building“ im Art Center College of Design in Pasadena (Kalifornien)

Craig Ellwood, geb. Jon Nelson Burke (* 22. April 1922 in Clarendon, Texas; † 30. Mai 1992 in Pergine Valdarno, Italien) war ein US-amerikanischer Architekt der Moderne. Er lebte vom Anfang der 1950er Jahre bis Mitte der 1970er Jahre in Los Angeles.
Obwohl er nicht als Architekt ausgebildet war, hatte er eine steile Karriere aufgrund seines Talents für gutes Design, Eigenwerbung und Ehrgeiz. Seine Werke vereinigen den Formalismus von Ludwig Mies van der Rohe mit dem informellen Stil der Kalifornischen Moderne.
Nach seinem Militärdienst im United States Army Air Corps gründete er zusammen mit seinem Bruder Cleve und zwei Kriegskameraden, den Gebrüdern Marzicola, von denen einer eine Baulizenz hatte, eine Firma. Die vier Inhaber nannten ihr Büro 'Craig Ellwood' nach dem Lords and Elwood Liquor Store im selben Gebäude. Zu einem späteren Zeitpunkt nahm Jon Nelson Burke den Namen Craig Ellwood an. Er studierte für fünf Jahre Bauingenieurwesen an einer Abendschule der UCLA.
Ellwoods Büro wuchs mit der Größe und Anzahl seiner Aufträge, aber es war nicht besonders profitabel. Es gab einige bemerkenswerte Projekte, einschließlich des Konzepts für das Hauptquartier der RAND Corporation und Büros von Xerox und IBM sowie des „Bridge Building“ im Art Center College of Design in Pasadena (Kalifornien), das einen ausgetrockneten Flusslauf und eine Straße überspannt.

## Projekte (Auswahl)
- Lappin House, Los Angeles, 1948
- Hale House, Beverly Hills, 1949
- Case Study House 16 (Salzman House), Bel Air (Kalifornien), 1951–1953
- Courtyard Apartments, Hollywood, 1952–1953
- Case Study House 17 (Hoffman House), Beverly Hills (Kalifornien), 1954–1956
- Case Study House 18 (Fields House), Beverly Hills (Kalifornien), 1955–1958
- Smith House, Los Angeles, 1955
- Hunt House, Malibu (Kalifornien), 1955
- South Bay Bank, Los Angeles, 1956
- Carson-Roberts Office Building, West Hollywood, 1958–1960
- Daphne House, Hillsborough (Kalifornien), 1960–1961
- Scientific Data Systems, various buildings and offices, El Segundo and Pomona (Kalifornien), 1966–1969
- Max Palevsky House, Palm Springs (Kalifornien), 1968
- Charles and Gerry Bobertz Residence, San Diego, 1953
- Art Center College of Design (Hillside Campus), Pasadena (Kalifornien), 1976